# Jütwarder

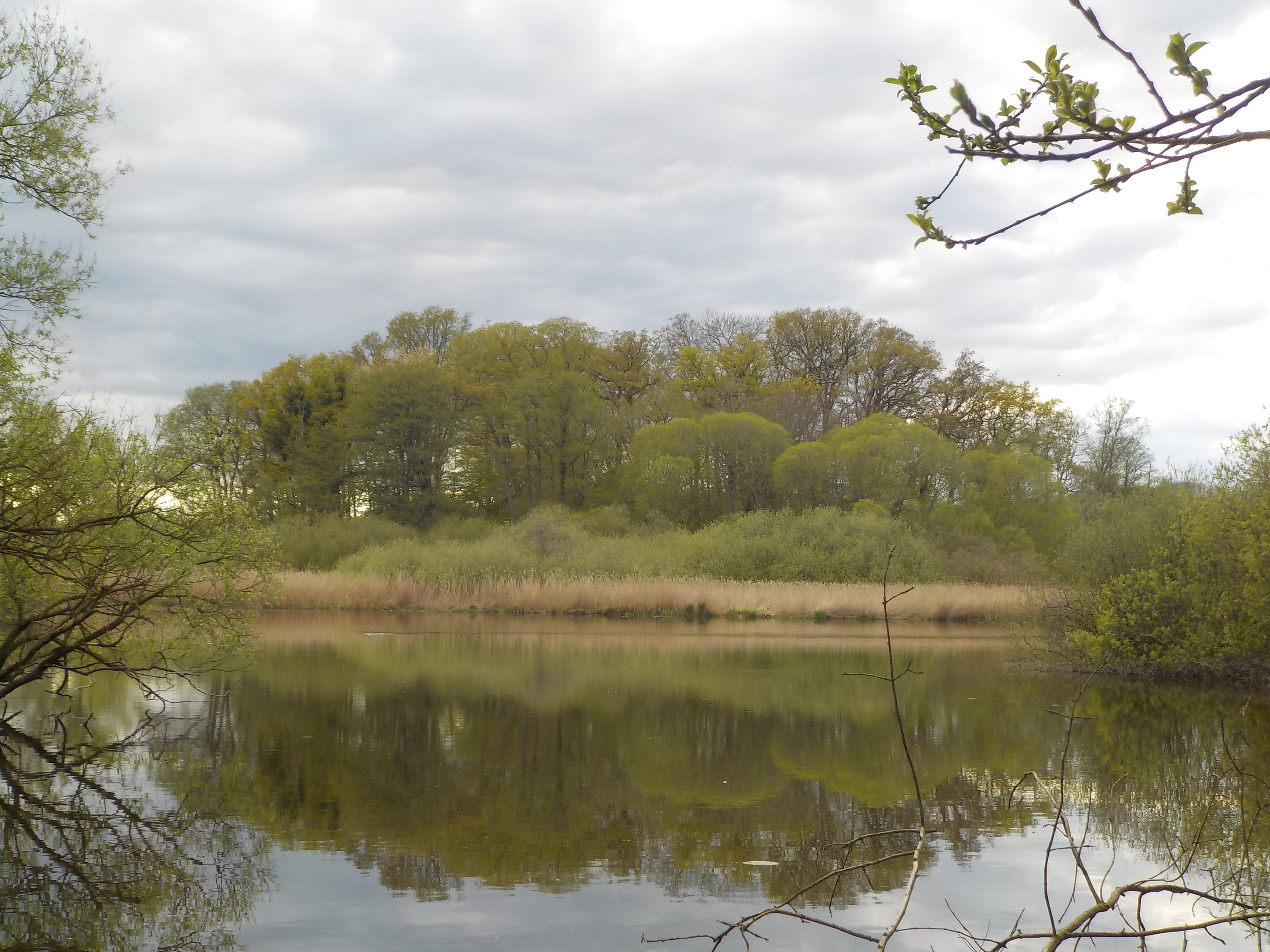
Bewaldete Halbinsel Jütwarder im Schulensee von der Ostseite

Jütwarder, auch Jütwärder, ist eine ehemalige Binneninsel bzw. ein Werder im Schulensee. Aufgrund von Verlandung trennt die Halbinsel den See heute in Ost- und Westteil.
Seit Ende der 1920er Jahre finden sich Messtischblätter, auf denen sie nicht mehr als Insel, sondern wegen der damaligen biolithischen Verlandung als Halbinsel verzeichnet ist. Jütwarder erhebt sich zehn Meter über den Schulensee, der elf Meter über dem Meeresspiegel liegt. Über den höchsten Punkt führt die Kieler Stadtgrenze zum zur Gemeinde Molfsee gehörenden Ortsteil Schulensee, in dem eine Straße an der Westseite des Sees auf der Höhe der Insel auch den Namen Jütwarder trägt.

## Belege
1. ↑  Meßtischblatt 426 : Gr. Flintbek, 1925. In: slub-dresden.de. Abgerufen am 3. Oktober 2020.
2. ↑  Helge Neumann: Wasservogelbrutbestände des verlandenden Schulensees im Zeitraum 1968 bis 2001. In: Corax. Band 19, Nr. 2, Ornithologische Arbeitsgemeinschaft für Schleswig-Holstein und Hamburg, Kiel 2003, ISSN 0589-686X, S. 187 (ornithologie-schleswig-holstein.de).
3. ↑  Walter Wetzel: Geologischer Führer durch Schleswig-Holstein (= Geologische Wanderungen durch Niedersachsen und angrenzende Gebiete. Band 2). Borntraeger, Berlin 1929, S. 66 (google.de).
4. ↑  Landeshauptstadt Kiel (Hrsg.): Stadtplan. In: kiel.de. Abgerufen am 3. Oktober 2020.

Koordinaten: 54° 17′ 12,7″ N, 10° 5′ 39,7″ O